# Shaker Heights

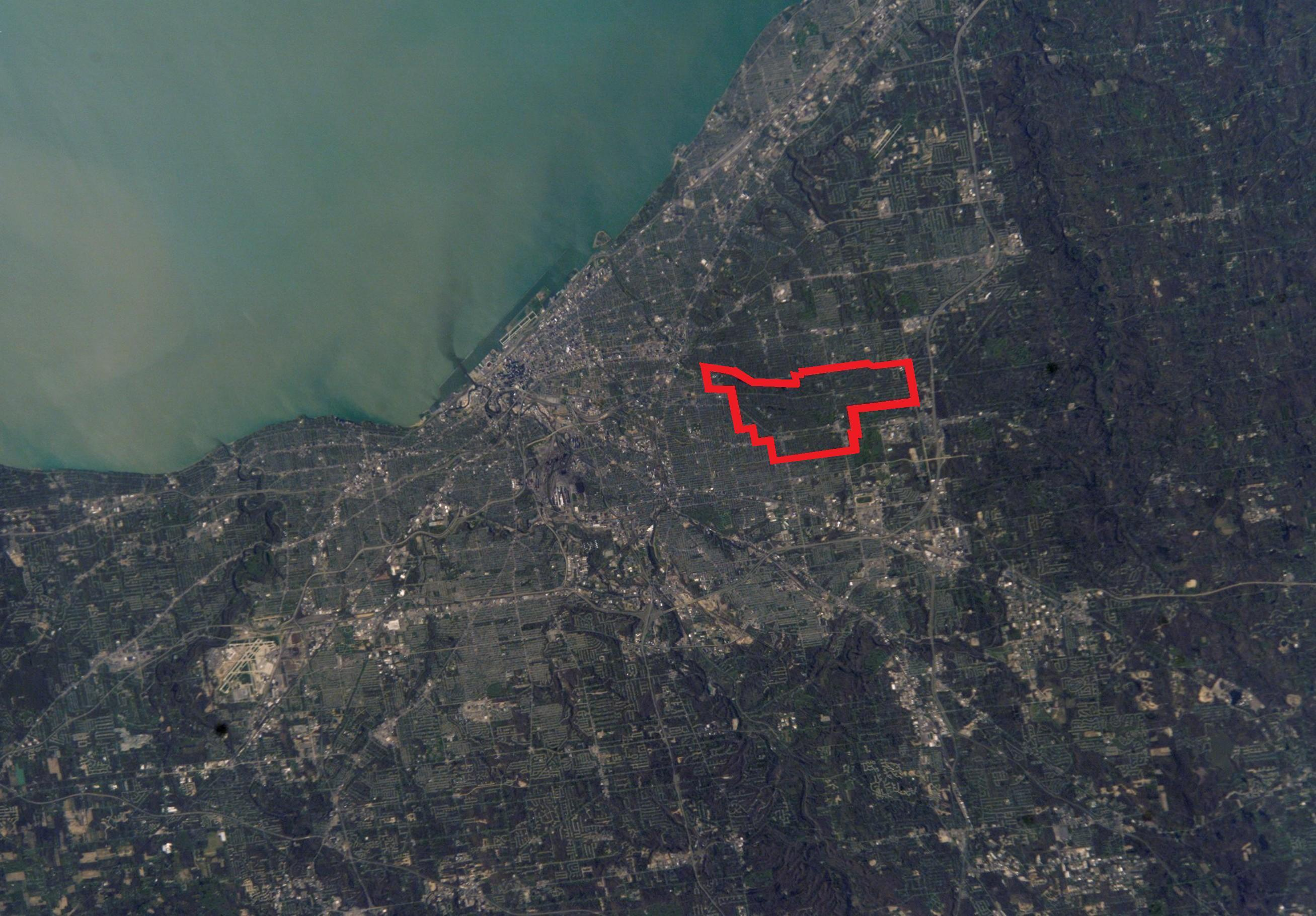
Das Stadtgebiet im Satellitenbild der Metropolregion Cleveland hervorgehoben

Shaker Heights ist eine City im Cuyahoga County, Bundesstaat Ohio. Das U.S. Census Bureau ermittelte bei der Volkszählung 2020 eine Einwohnerzahl von 29.439.
Sie ist ein sogenannter Straßenbahn-Vorort (englisch streetcar suburb) von Cleveland und liegt knapp 14 km östlich dessen Stadtzentrums.

## Geographie
Shaker Heights liegt, wie auch seine Nachbarstadt Cleveland Heights, auf einer Hochebene, die sich östlich von Cleveland erstreckt. Es liegt ca. 10 km vom südlichen Ufer des Eriesees entfernt auf einer Höhe von rund 320 m ü. NHN.

## Geschichte
Das heutige Gemeindegebiet war ursprünglich Land einer Shakergemeinschaft, die sich 1889 aufgelöst hatte, welches 1905 von den Immobilienspekulanten und späteren Eisenbahntycoonen Van Sweringen erworben wurde. Der Ort wurde 1911 als Shaker Village gegründet, das als Planstadt nach dem Vorbild einer Gartenstadt von den Van Sweringen-Brüdern entwickelt wurde. Spätestens 1913 erhielt der Ort den heutigen Namen. Seit 1931 hat Shaker Heights den Status einer Stadt.

## Demographie
Shaker Heights war lange eine der reichsten Städte Amerikas und beliebter Wohnort der wohlhabenden weißen Mittelschicht von Unternehmern und Intellektuellen. Mittlerweile sind zahlreiche Afroamerikaner in die Stadt gezogen. 2007 waren 61 % der Einwohner Weiße und 34 % Schwarze.

## Söhne und Töchter der Stadt
- Harlan W. Newell (1916–2012), Offizier der US-Armee
- Paul Newman (1925–2008), Schauspieler
- Fred Willard (1933–2020), Schauspieler
- Roger Penske (* 1937), Geschäftsmann und Besitzer des Automobil-Rennstalls Team Penske
- David Mark Berger (1944–1972), Gewichtheber
- Gary Cohn (* 1960), Investmentbanker
- Molly Shannon (* 1964), Schauspielerin
- Ken Norris (* 1967), Jazzmusiker
- David Wain (* 1969), Komiker und Filmemacher
- Jamie Babbit (* 1970), Filmregisseurin, Drehbuchautorin und Filmproduzentin
- Aris Brimanis (* 1972), Eishockeyspieler
- Joshua Radin (* 1974), Musiker, Sänger und Autor
- Carter Bays (* 1975), Drehbuchautor und Fernsehproduzent
- Ben Simon (* 1978), Eishockeyspieler und -trainer
- Celeste Ng (* 1980), Schriftstellerin